# Miloš Milojević
Miloš Milojević  (Crna Bara 16. listopada 1840. – 24. lipnja 1897. u Beogradu) bio je velikosrpski povjesničar, političar i književnik.
Diplomirao je na Pravnom fakultetu Sveučilišta u Beogradu 1862. godine. Nakon dipomiranja odlazi u Moskvu gdje radi tri godine u Zavodu za povijest i filozofiju Filozofskog fakulteta Sveučilišta u Moskvi. 
Nakon povratka u Srbiju stupio je u službu na sudu, a kasnije je postao profesor i ravnatelj škole u Valjevu, Beogradu i Leskovcu.

## Velikosrpska djela
Milojevićeva zemljopisna karta u kombinaciji i interakciji s velikosrpskom ideologijom imala je značajan utjecaj na formiranje srpske (jugoslavenske) nacionalne svijesti u mnogim generacijama srpskih (jugoslavenskih) studenata tijekom više od jednog stoljeća. 
Autor je dio sustavnog i postupnog pomicanja srpske historiografije pod utjecajem megalomanskih etnografskih i nerealnih percepcija stvarnog stanja u jugostočnoj Europi. 
- Odlomci istorije Srba i srpskih - jugoslavenskih - zemalja u Turskoj i Austriji, Beograd, 1872.
- Pesme i običaji ukupnog naroda srpskog
- Putopisi dela prave - Stare Srbije
- Naši manastiri i kaluđerstvo
- Dečanske hrisovulje

Miloš Milojević je u svojoj knjizi "Odlomci iz istorije Srba i srpskih-jugoslavenskih zemalja u Turskoj i Austriji" dao popis "srpskih careva". Milojević u Srbe ubraja i Gote, koje smatra Lužičkim Srbima, pa stoga svoj popis srpskih vladara započinje gotskim (tj. po njemu lužičko-srpskim vladarima) i od njih izvodi vladarske dinastije koje su vladale Srbima tog vremena.
U istoj knjizi je objavio svoju "istorijsko-etnografsku kartu" Balkanskog poluotoka, u kojoj je sve zemlje naseljene Južnim Slavenima smatrao srpskim zemljama. Hrvate je nazvao "Srbo-hrvatima", Slovence "Srbo-slovencima", Bugare "Srbo-bugarima", odnosno "Srbo-rašanima" itd. Priznaje postojanje samo 200 tisuća "Tatara" - Bugara na Balkanu.